# علل‌الشرایع

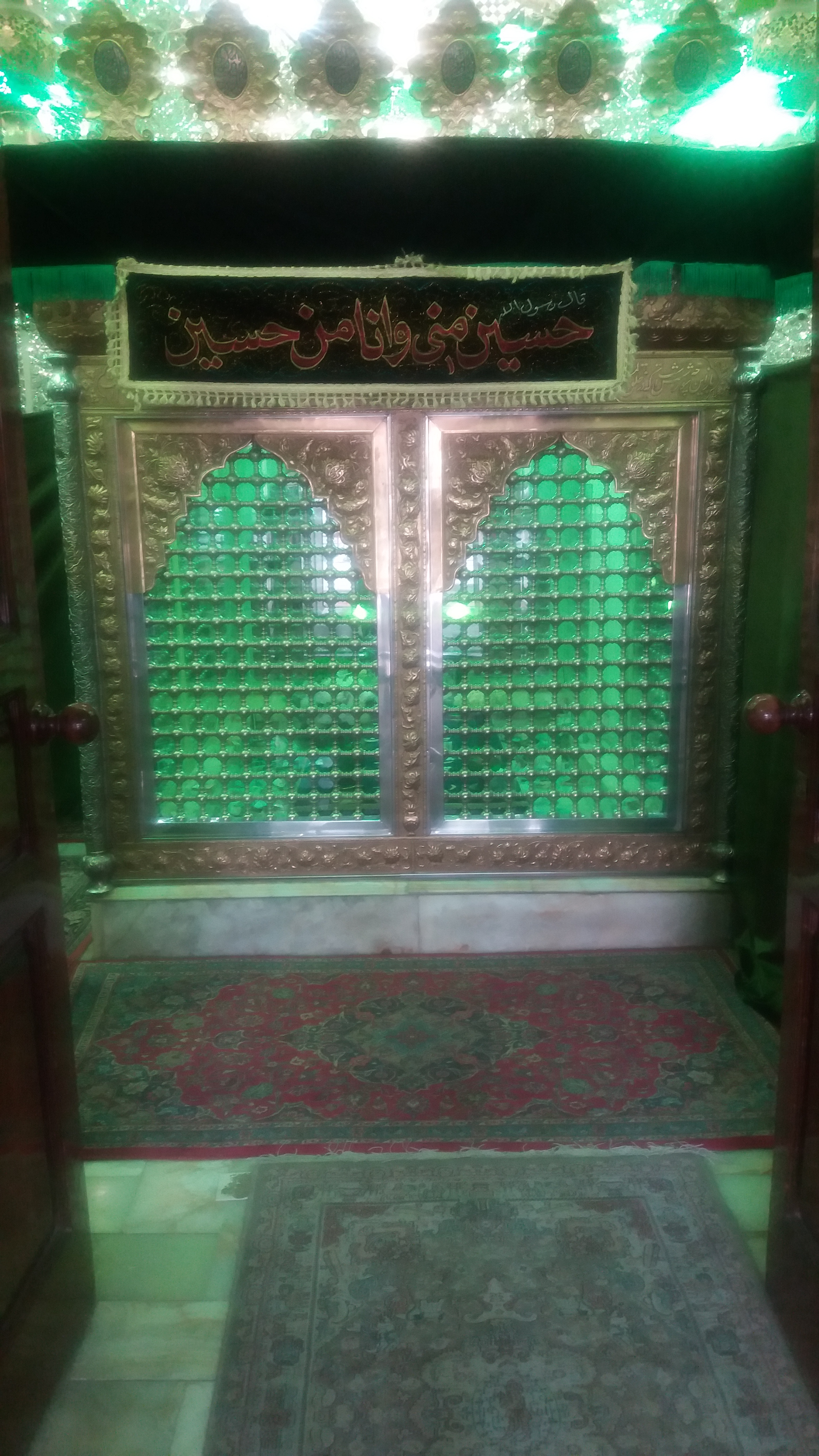
قبر شیخ صدوق، نویسنده کتاب علل الشرایع

علل الشرایع کتابی به زبان عربی، تألیف شیخ صدوق، فقیه و راوی شیعی قرن چهارم هجری قمری است. عِلَلُ الشَّرائِع، مشتمل بر روایاتی از محمد است که موضوع آن‌ها علت و فلسفه برخی از احکام شرعی و عقیدتی است، مانند عللِ وضع اسامی اشیا و اشخاص، عوامل حوادث و وقایع، علل گرایش به عقاید و اعمال و چگونگی خلق حیوانات. شیخ صدوق در این کتاب، به علت برخی از کارهای پیامبران، پیامبر اسلام، اهل بیت و امامان شیعه نیز اشاره کرده‌است.
این کتاب در ۶۴۷ باب تنظیم شده و در دو جلد منتشر شده‌است. از آنجا که مطالب این کتاب برای عموم مردم جالب توجه است، تاکنون چند ترجمه نیز از آن منتشر شده‌است. وحید بهبهانی از عالمان شیعه در علم اصول بر این کتاب انتقادهایی دارد.
شیخ صدوق با واسطه چند راوی یکایک احادیث را از پیامبر اسلام و اهل بیت نقل نموده‌است.
طول هر باب این کتاب بین چند خط و چند صفحه متغیر است.
نمونه ای از بابهای این کتاب:
- سر وحشی شدن حیوانات وحشی
- سر آفرینش مخلوقات
- سر نامیده شدن آدم به نام ادم
- سر نامیده شدن حوا به نام حوا
- سر اینکه خداوند موسی را به خدمت شعیب گماشت
- سر زشت شدن سشت رویان
- سر فراخ بودن روزی احمقان
- سر پیری
- سر پیدایش شهوات
- سر نامیده شدن پیامبر اسلام به امی
- سر نیاز به پیامبران
- سر سلام کردن پیامبر به کودکان
- سر تشریع وضو
- سر پدید آمدن زمستان و تابستان[۱]

## تاثیر کتاب بر آثار بعدی
به جهت ذهن کنجکاو بشر در کشف دلایل احکام شرعی، این کتاب که با موضوع اعلان و گزارش دلایل احکام شرعی نوشته شده‌است، مورد توجه قرار گرفته‌است.